# Andrenosoma corallia
Andrenosoma corallia là một loài ruồi trong họ Asilidae. Andrenosoma corallia được Martin miêu tả năm 1966. Loài này phân bố ở vùng Tân nhiệt đới và Tân Bắc giới.